# Толл-подобный рецептор 11
TLR11 (толл-подобный рецептор 11) — мембранный белок, входящий в группу толл-подобных рецепторов, обеспечивающих функционирование врождённого иммунитета. Один из наиболее загадочных по своей роли толл-подобных рецепторов. TLR11 был найден в геноме мыши, но отсутствует у человека. Лигандом рецептора является профилин-подобный белок Toxoplasma gondii и кроме этого распознаёт пока неизвестный компонент уропатогенной линии Escherichia coli. Таким образом, этот рецептор играет важную роль в защите от урогенной инфекции.

## У человека
Хотя TLR11 не экспрессируется у человека, некодируемый ген белка существует в человеческом геноме, но содержит несколько стоп-кодонов, что и предотвращает потенциальный синтез рецептора. Предполагается, что отсутствие этого важного толл-подобного рецептора у человека может быть связано с тем, что собственный профилин человека способен реагировать с TLR11, что потенциально вызывало бы аутоиммунную реакцию экспрессируйся этот рецептор иммунными клетками человека. Профилин является актин-связывающим белком и играет роль в полимеризации актина.

## У животных
TLR11 найден не только у мыши, но и в геноме крысы (71% гомологии с мышиным геном). Однако ген TLR11 отсутствует у шимпанзе, фугу, собаки, лягушки и кошки. В отличие от человека мыши практически не подвержены восходящей урогенной инфекции, если только ген TLR11 не повреждён.